# سباستین سویل
سباستین سویل (انگلیسی: Sebastiano Siviglia؛ زادهٔ ۲۹ مارس ۱۹۷۳) بازیکن فوتبال اهل ایتالیا است.
از باشگاه‌هایی که در آن بازی کرده‌است می‌توان به باشگاه فوتبال هلاس ورونا، باشگاه فوتبال رجینا، باشگاه ورزشی لاتزیو، باشگاه فوتبال لچه، باشگاه فوتبال پارما، باشگاه فوتبال آ.اس. رم، و باشگاه فوتبال آتالانتا اشاره کرد.